# Federico Guillermo de Hohenlohe-Kirchberg
Federico Guillermo, Príncipe de Hohenlohe-Kirchberg, nació en Kirchberg, Hohenlohe (ahora parte de Baden-Württemberg, Alemania) el 2 de diciembre de 1732. Era miembro de la antigua familia condal y, subsiguientemente, principesca (Fürstlich), de Hohenlohe, con extensas propiedades en la meseta al sur del río Meno, entre la Ciudad Imperial de Schwäbisch Hall y la antigua ciudad francona de Rothenburg ob der Tauber.
Tuvo una distinguida carrera en el Ejército austriaco en la Guerra de los Siete Años, la Guerra de Sucesión Bávara y las Guerras Revolucionarias Francesas. Un experimentado general, a la antigua, fue elegido como mentor del joven Archiduque Carlos, quien fue asignado a su personal durante la campaña de 1792 en Francia. De 1780 hasta su muerte, fue el Coronel-Propietario del 17.º Regimiento de Infantería.

## Primeros años de carrera
Hohenlohe-Kirchberg empezó su carrera militar en 1756, cuando se unió al regimiento Habsburgo, el 29.º Regimiento de Infantería Braunschweig-Wolfenbüttel. Sirvió como capitán de granaderos en la Guerra de los Siete Años. Fue herido dos veces, la primera en la famosa batalla de Leuthen, y más tarde en la batalla de Landshut, durante el asalto a los reductos prusianos. En 1758, fue promovido a mayor, en 1761 a teniente coronel, y en 1764 a coronel.
Sirvió a las órdenes de Gideon von Laudon en la corta Guerra de Sucesión Bávara, también llamada Guerra de la Patata, por su falta de batallas pero su intenso asedio a los suministros alimentarios del enemigo. Después de este conflicto, que tuvo lugar en Bohemia (actual República Checa), fue ascendido a Teniente Mariscal de Campo (Feldmarschal-Leutnant) y sirvió en la Guerra austro-turca, de nuevo bajo el mando de von Laudon. Orquestró la victoria austriaca contra los turcos en Persenji. Después de la campaña en Valaquia, recibió la Cruz de Comandante de la Orden Militar de María Teresa y fue elegido Coronel-Propietario del 17.º Regimiento de Infantería, una posición que mantuvo hasta su muerte en 1796. El 15 de octubre de 1789, fue promovido de nuevo, a general de infantería, o feldzeugmeister, y elegido comandante general en Transilvania, en la llamada Siebenbürgen.

## Guerras Revolucionarias Francesas
En 1792, fue puesto inicialmente al mando de la fuerza de 50.000 austriacos en el Valle del Alto Rin. En agosto, sus fuerzas cruzaron el Rin por Mannheim, y participó en el bombardeo de Thionville, en el Mosela, a principios de septiembre. Aunque las fuerzas invasoras de los aliados fácilmente capturaron Longwy el 23 de agosto y lentamente marcharon sobre Verdún, que era todavía menos defendible que Longwy. El Duque de Brunswick ahora empezó su marcha sobre París y se aproximaba a los desfiladeros de Argonne. En combinación con el Ejército de Condé y tropas hessianas, una porción de sus fuerzas, 15.000, cubrió el flanco izquierdo (sur) del avance prusiano en Valmy.

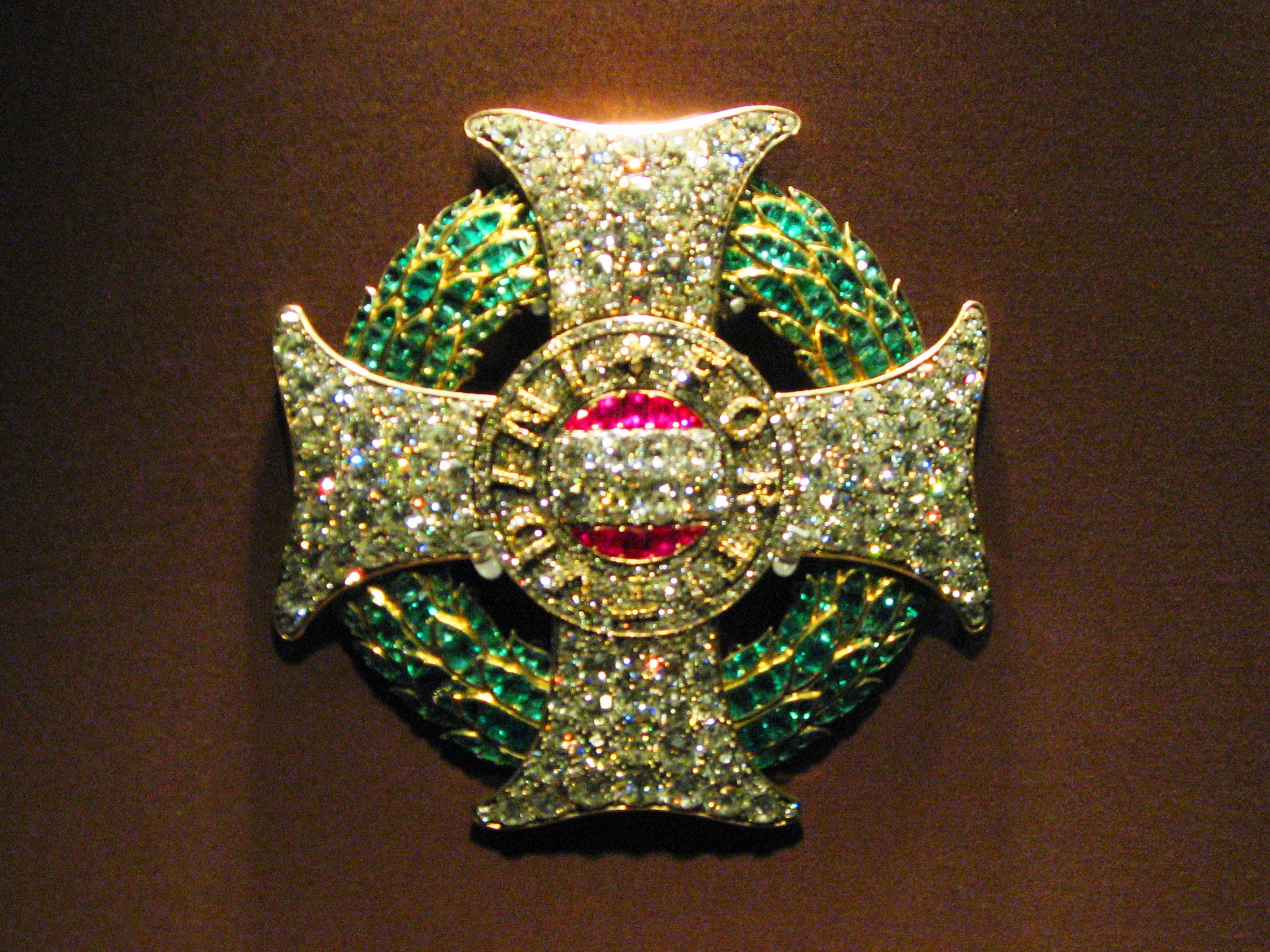
Gran Cruz de la Orden Militar de María Teresa, concedida a Hohenlohe-Kirchberg en 1792.

Como oficial experimentado, fue elegido como mentor del joven Archiduque Carlos, y el archiduque fue asignado a su fuerza; no estuvieron en Valmy, pero podían oír los cañonazos. La fuerza del Duque de Brunswick se topó con el flanco norte del ejército francés, el llamado Ejército de Sedán, mientras que la fuerza de Hohenlohe-Kirchberg se topó con el flanco sur (Ejército de Metz).
En diciembre de 1792, las fuerzas de Hohenlohe-Kirchberg defendieron Tréveris del Ejército del Mosela tan bien que su comandante, el General de División Pierre de Ruel, marqués de Beurnonville, fue remplazado de su mando por sus superiores en París. El 31 de diciembre, a Hohenlohe-Kirchberg se le concedió la Gran Cruz de la Orden Militar de María Teresa por su suceso en Tréveris.
En mayo de 1793, sus fuerzas jugaron un papel decisivo en la victoria en la batalla de Famars. Fue elegido General Quarter Master y Jefe de Personal del principal ejército de la Coalición en Flandes, sucediendo al General Karl Mack. Como parte del Cuerpo belga a las órdenes del Mariscal de Campo Josías de Sajonia-Coburgo-Saalfeld jugó un papel decisivo en la acción de Avesnes-le-Sec y más tarde en la batalla de Fleurus (1794). Subsiguientemente, Hohenlohe-Kirchberg comandó un cuerpo en el alto Rin y fue responsable de la recaptura de Speyer de los franceses el 17 de septiembre de 1794. Esta fue su última acción militar; se retiró del servicio a principios de 1795 por causa de su mala salud y murió en 1796.

## Familia
Nacido en la familia condal de Hohenlohe, Federico Guillermo era el primer hijo del Príncipe Carlos Augusto de Hohenlohe-Kirchberg y de su segunda esposa, Susana Margarita Luisa, Condesa de Auersperg. Ocho otros hijos siguieron hasta la muerte de ella el 12 de septiembre de 1748. En 1770, Federico Guillermo contrajo matrimonio con la divorciada Condesa Federica de Reuss-Greiz (Greiz, 9 de julio de 1750 - Praga, 14 de junio de 1816); no tuvieron hijos. Él murió en Praga, Bohemia, el 10 de agosto de 1796.
|  | |  |  |  |  |  |  |  |  |  |  |  |  |  |  |  |
|  | Federico Everardo de Hohenlohe-Kirchberg (Langenburg, 24 de noviembre de 1672 - 23 de agosto de 1737, Kirchberg) |  |  |  |  |  |  |  |  |  |  |  |  |  |  |  |
|  | |  |  |  |  |  |  |  |  |  |  |  |  |  |  |  |
|  | |  |  |  |  |  |  |  |  |  |  |  |  |  |  |  |
|  | Príncipe Carlos Augusto de Hohenlohe-Gleichen (6 de abril de 1707 - 17 de mayo de 1767)                          |  |  |  |  |  |  |  |  |  |  |  |  |  |  |  |
|  | |  |  |  |  |  |  |  |  |  |  |  |  |  |  |  |
|  | |  |  |  |  |  |  |  |  |  |  |  |  |  |  |  |
|  | Federico Albertina de Erbach-Fürstenau                                                                           |  |  |  |  |  |  |  |  |  |  |  |  |  |  |  |
|  | |  |  |  |  |  |  |  |  |  |  |  |  |  |  |  |
|  | |  |  |  |  |  |  |  |  |  |  |  |  |  |  |  |
|  | Federico Guillermo de Hohenlohe-Kirchberg (1732-1796)                                                            |  |  |  |  |  |  |  |  |  |  |  |  |  |  |  |
|  | |  |  |  |  |  |  |  |  |  |  |  |  |  |  |  |
|  | |  |  |  |  |  |  |  |  |  |  |  |  |  |  |  |
|  | Wolfgang Engelbert V de Auersperg (1664-1723)                                                                    |  |  |  |  |  |  |  |  |  |  |  |  |  |  |  |
|  | |  |  |  |  |  |  |  |  |  |  |  |  |  |  |  |
|  | |  |  |  |  |  |  |  |  |  |  |  |  |  |  |  |
|  | Susana Margarita Luisa de Auersperg (1712-1748)                                                                  |  |  |  |  |  |  |  |  |  |  |  |  |  |  |  |
|  | |  |  |  |  |  |  |  |  |  |  |  |  |  |  |  |
|  | |  |  |  |  |  |  |  |  |  |  |  |  |  |  |  |
|  | Emmerentia Sofía de Auersperg (1676-1747)                                                                        |  |  |  |  |  |  |  |  |  |  |  |  |  |  |  |
|  | |  |  |  |  |  |  |  |  |  |  |  |  |  |  |  |
|  | |  |  |  |  |  |  |  |  |  |  |  |  |  |  |  |

### Hermanos
Siete de sus 12 hermanos murieron antes de alcanzar la edad de 10 años. Los hermanos supervivientes fueron:
- Christian Friedrich Karl, Fürst zu Hohenlohe-Kirchberg (19 de octubre de 1729, Kirchberg - 18 de agosto de 1819, Kirchberg)
- August Ludwig, Prinz zu Hohenlohe-Kirchberg (3 de septiembre de 1735, Kirchberg - 19 de enero o junio de 1780, Kirchberg)
- Friedrich Eberhard, Prinz zu Hohenlohe-Kirchberg  (21 de octubre de 1737, Kirchberg - 21 de enero de 1804, Kirchberg) (desposó a Albertina Renata von Castell-Remlingen)
- Friedrich Karl Ludwig, Prinz zu Hohenlohe-Kirchberg (19 de marzo/noviembre de 1751, Kirchberg - 12 de septiembre de 1791, Weikersheim). Fue un artista amateur.[7]
- Christiane Friederike Sophie zu Hohenlohe-Kirchberg (1 de abril de 1731 - 15 de marzo de 1787)